# منتخب إسبانيا لكرة الأرض للسيدات
منتخب إسبانيا الوطني لكرة الأرض للسيدات هو ممثل إسبانيا الرسمي في المنافسات الدولية في كرة الأرض للسيدات.